# John Whitaker (jeździec)
John Edwin Whitaker (ur. 5 sierpnia 1955 w Huddersfield) – brytyjski jeździec, olimpijczyk, wielokrotny medalista w dyscyplinie jeździeckich skoków przez przeszkody, Kawaler Orderu Imperium Brytyjskiego. Konie, których dosiadał u szczytu kariery to m.in. Ryan's Son oraz Milton, z którym Whitaker odniósł najwięcej sukcesów, w tym złoty medal mistrzostw Europy drużynowo i srebrny indywidualnie w St. Gallen w roku 1987.
Brat Johna Whitakera, Michael Whitaker, jest również utytułowanym jeźdźcem w tej samej dyscyplinie. Bracia startowali razem w konkursach drużynowych. John Whitaker ma trójkę dzieci: Joanne, Louise i Roberta, który także jest wiodącym brytyjskim jeźdźcem. John Whitaker jest też stryjem amazonki Ellen Whitaker.

## Osiągnięcia sportowe

### Igrzyska Olimpijskie
- 1984 w Los Angeles srebrny medal drużynowo, na koniu Ryan's Son[4]

### Mistrzostwa ŚwiataFEI
- 1982 w Dublinie: brązowy medal drużynowo, na koniu Ryan's Son
- 1986 w Akwizgranie: srebrny medal drużynowo, na koniu Hopscotch
- 1990 w Sztokholmie: brązowy medal drużynowo, srebrny medal indywidualnie, na koniu Milton
- 1998 w Rzymie: brązowy medal drużynowo, na koniu Heyman[7][8]

### Puchar Świata
- 1990 i 1991 zwycięzca, na koniu Milton[9]

### Mistrzostwa Europy
- 1983 w Hickstead: srebrny medal drużynowo, srebrny medal indywidualnie, na koniu Ryan's Son
- 1985 w Dinard: złoty medal drużynowo, brązowy medal indywidualnie, na koniu Hopscotch
- 1987 w St. Gallen: złoty medal drużynowo, srebrny medal indywidualnie, na koniu Milton
- 1989 w Rotterdamie: złoty medal drużynowo
- 1991 w La Baule: srebrny medal drużynowo
- 1993 w Gijón: srebrny medal drużynowo
- 1995 w St. Gallen: srebrny medal drużynowo
- 1997 w Mannheim: brązowy medal drużynowo[5][10]

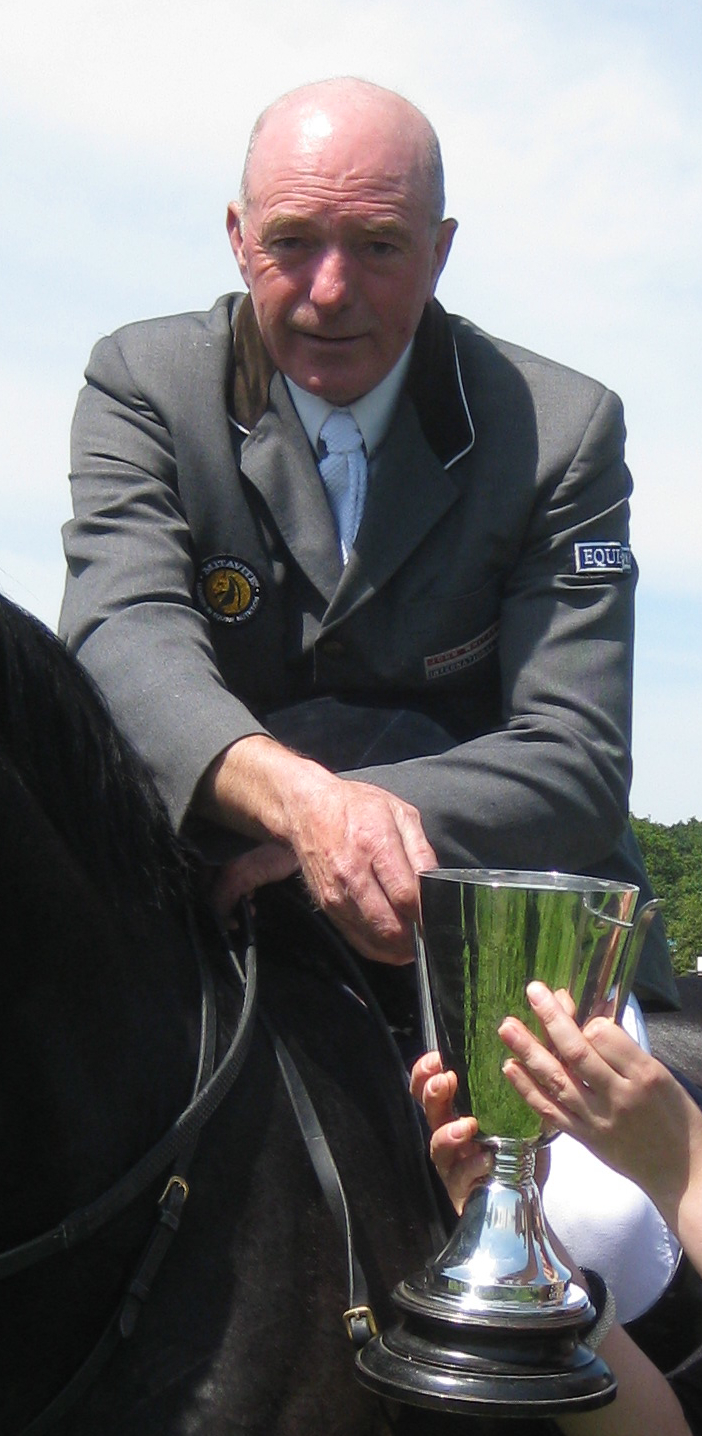
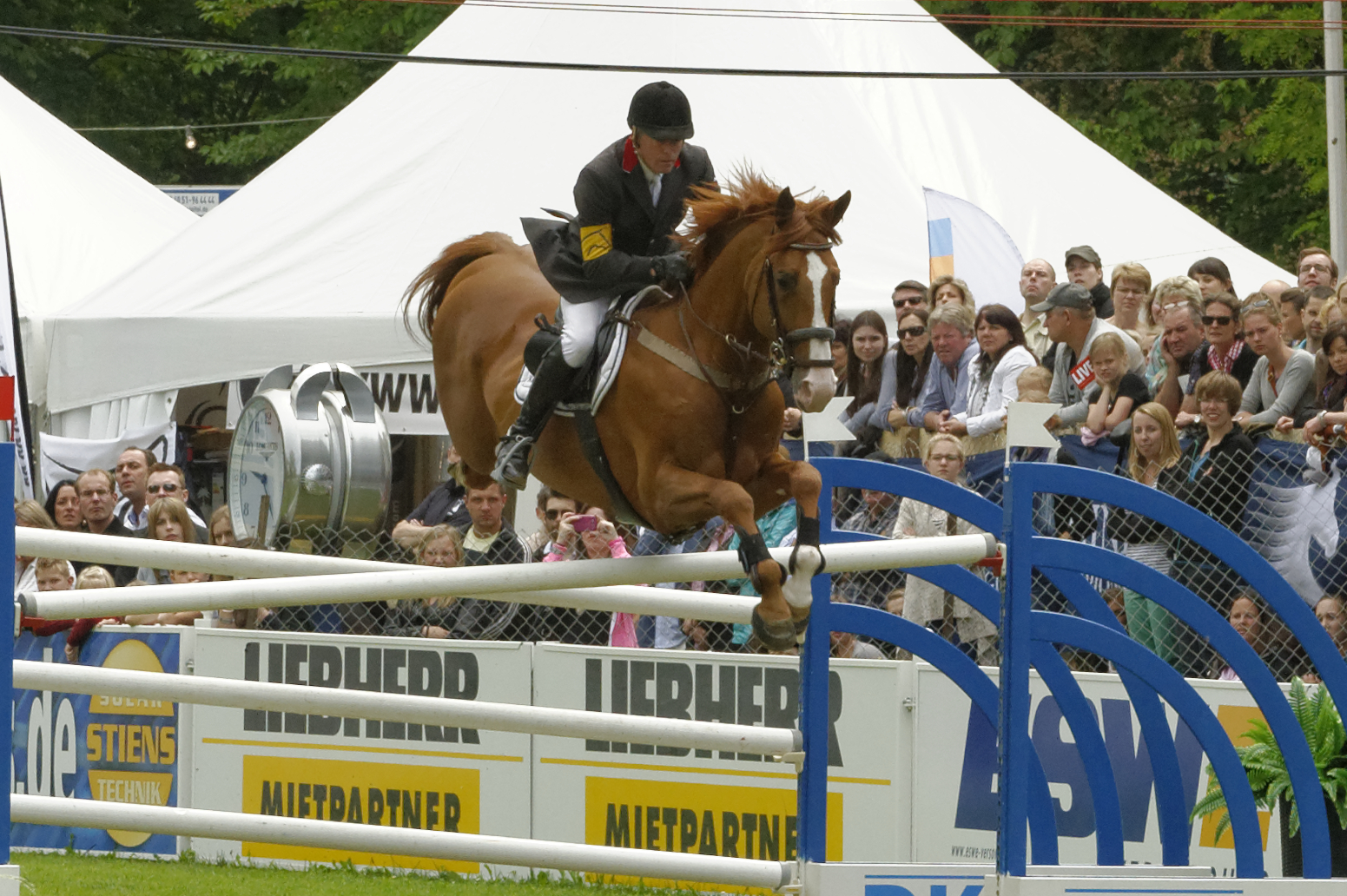
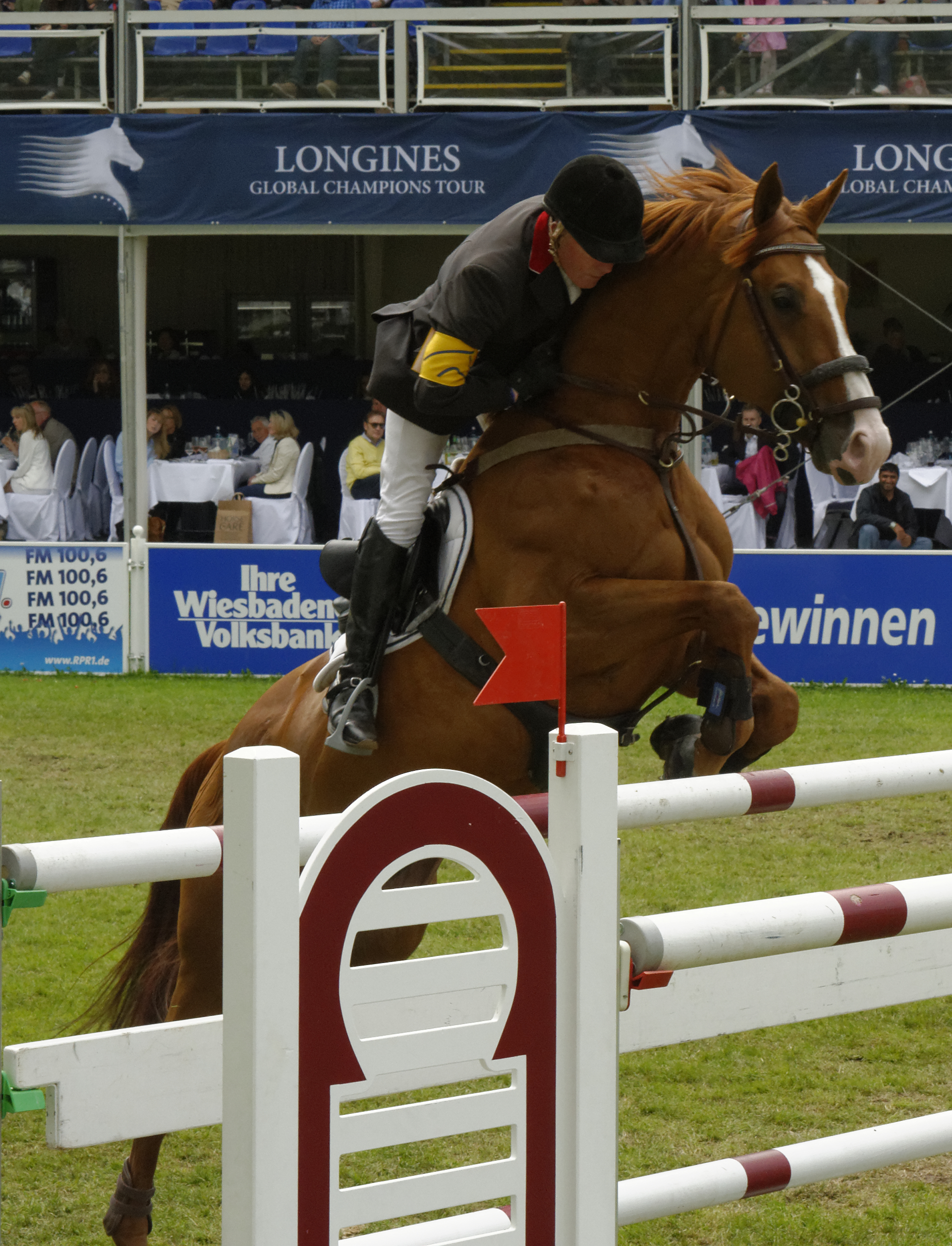
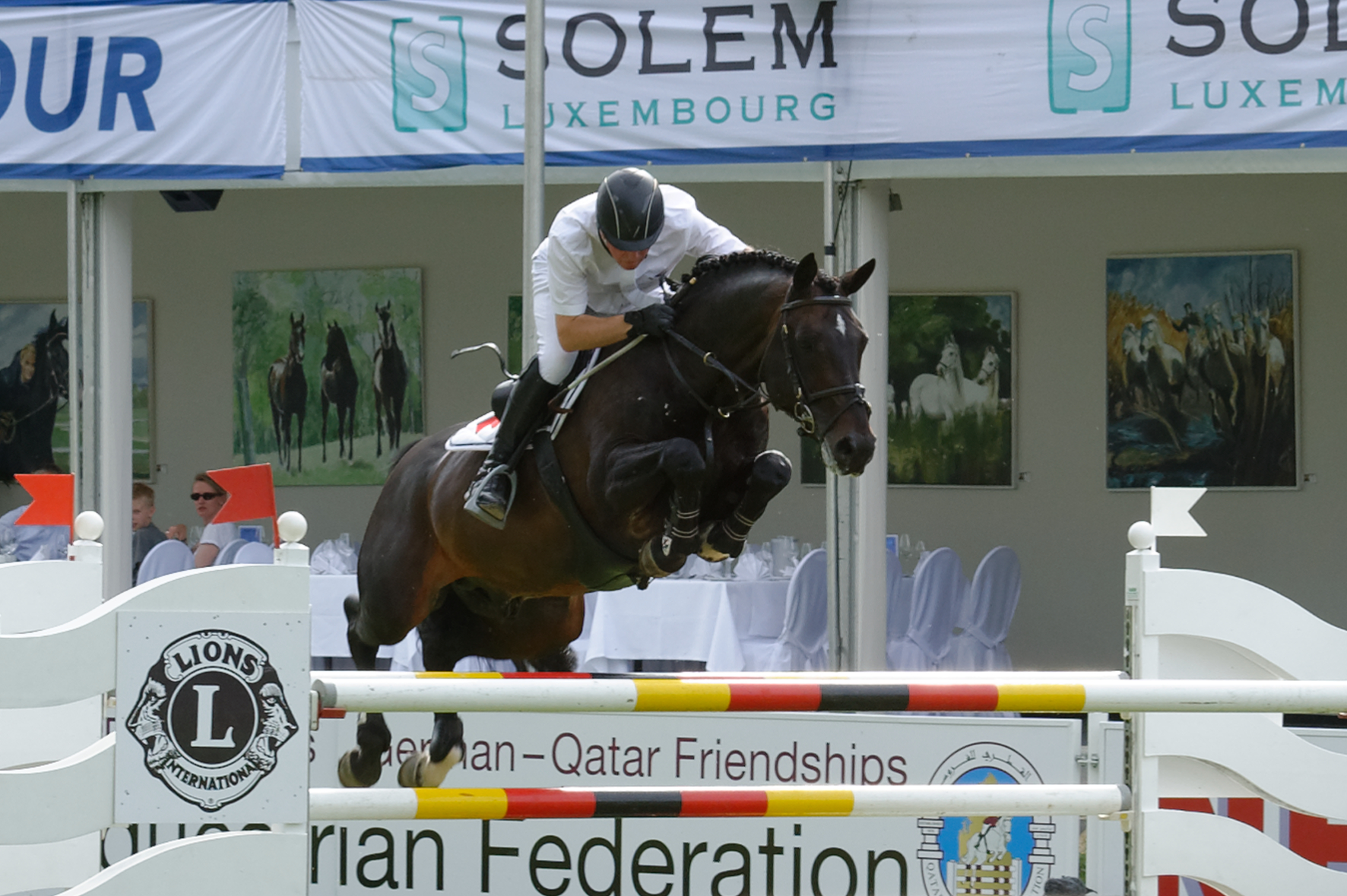
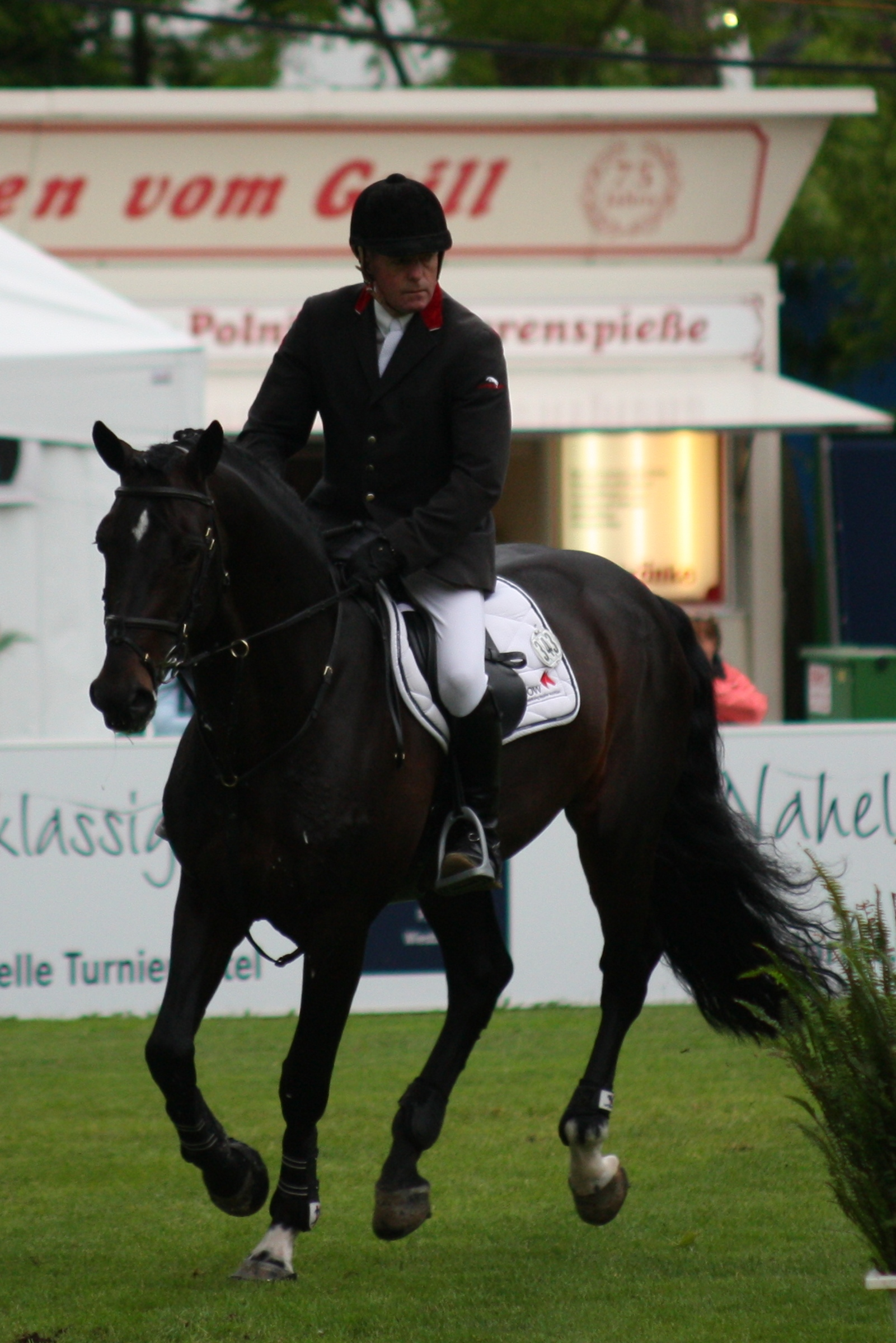